# TV Makelaar (Nederland)
TV Makelaar  was een televisieprogramma op RTL 4. In dit programma werd geprobeerd huizen voor particulieren te kopen en verkopen.

## Achtergrond
Het programma begon in 2001 met Sylvana Simons als presentatrice. In de 30 minuten die het programma toen nog duurde stond de zoektocht naar een woning centraal. Vanaf 2004 ging TV-Makelaar zich ook richten op de verkoop van woningen. De programmaduur verdubbelde naar zestig minuten, Simons kreeg bij de presentatie gezelschap van Sybrand Niessen. In 2006 werd Simons opgevolgd door Marilou Le Grand. In het najaar van 2007 maakte Le Grand plaats voor Froukje de Both. In het najaar van 2008 stapte Niessen over naar Omroep MAX. Hij werd opgevolgd door Tim Immers. Immers maakte eind 2011 weer plaats voor Lieke van Lexmond.
In 2014 begon er een nieuwe variant, TV Makelaar: Mission Impossible. Hierin worden 'onverkoopbare' woningen aangepakt en opnieuw in de verkoop gezet. De presentatie is handen van Evelyn Struik en sinds 2015 Froukje de Both. In 2016 wordt Van Lexmond opnieuw toegevoegd aan het presentatieteam.
In 2019 werden de laatste afleveringen uitgezonden.

## Spin-off
Sinds 2007 is er ook een Vlaamse versie van het programma.